# Geografia da Tailândia
A Tailândia é um país do Sudeste Asiático na Indochina.  Com área de 513 120 quilômetros quadrados, dos quais 510 890 são terra e 2 230 são água, bem como 3 219 quilômetros de zona costeira e 5 673 de fronteira que divide com o Mianmar (2 416), Laos (1 845), Camboja (817) e Malásia (595). Sua elevação média é e 287 metros, com seu ponto mais baixo sendo o golfo da Tailândia que está a 0 metros acima do nível do mar e o mais alto sendo Doi Intanom com 2 565 metros. Segundo censo de 2018, tinha 68 615 858 habitantes, 97,5% tailandeses, 1,3% birmaneses e os demais 1,1% não especificados. Segundo estimativas de 2010, se fala 90,7% o tailandês e os restante 6,4% são outros línguas, inclusive o malaio e o birmanês.
Seu clima é de monção sudoeste chuvosa, quente e nublada (meados de maio a setembro), seco, frio e de monção nordeste (novembro a meados de março) e seu istmo do sul sempre é quente e úmido. Seu terreno é formado por um planície central, o planalto de Corate no leste e montanhas nos demais locais. Segundo estimativas de 2011, possui 41,2% de seu território agriculturável, sendo 30,8% terras aráveis, 8,8% de colheiras permanentes e 1,6% de pasto permanente. Seu território, em 2011, ainda era coberto em 37,2% por florestas e os restantes 21,6% tinham outros usos. Irriga-se, para tais fins, 64 150 quilômetros quadrados (estimativa de 2012). Entre os recursos naturais disponíveis há estanho, borracha, gás natural, tungstênio, tântalo, madeira, chumbo, peixe, gesso, lignito e fluorita.